# Ugolino della Gherardesca

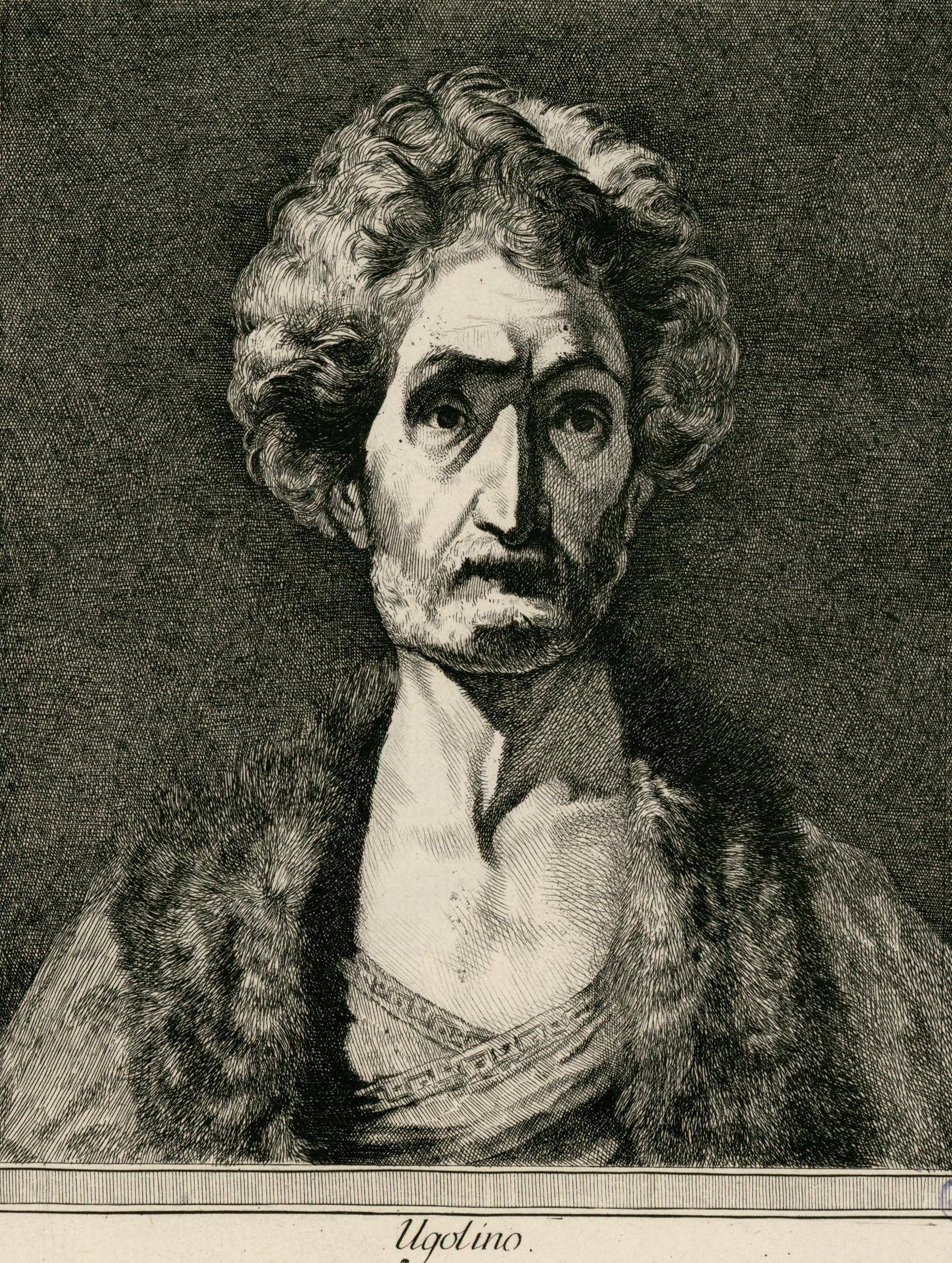
Porträt Ugolino della Gherardescas in Johann Caspar Lavaters Physiognomischen Fragmenten, um 1775.

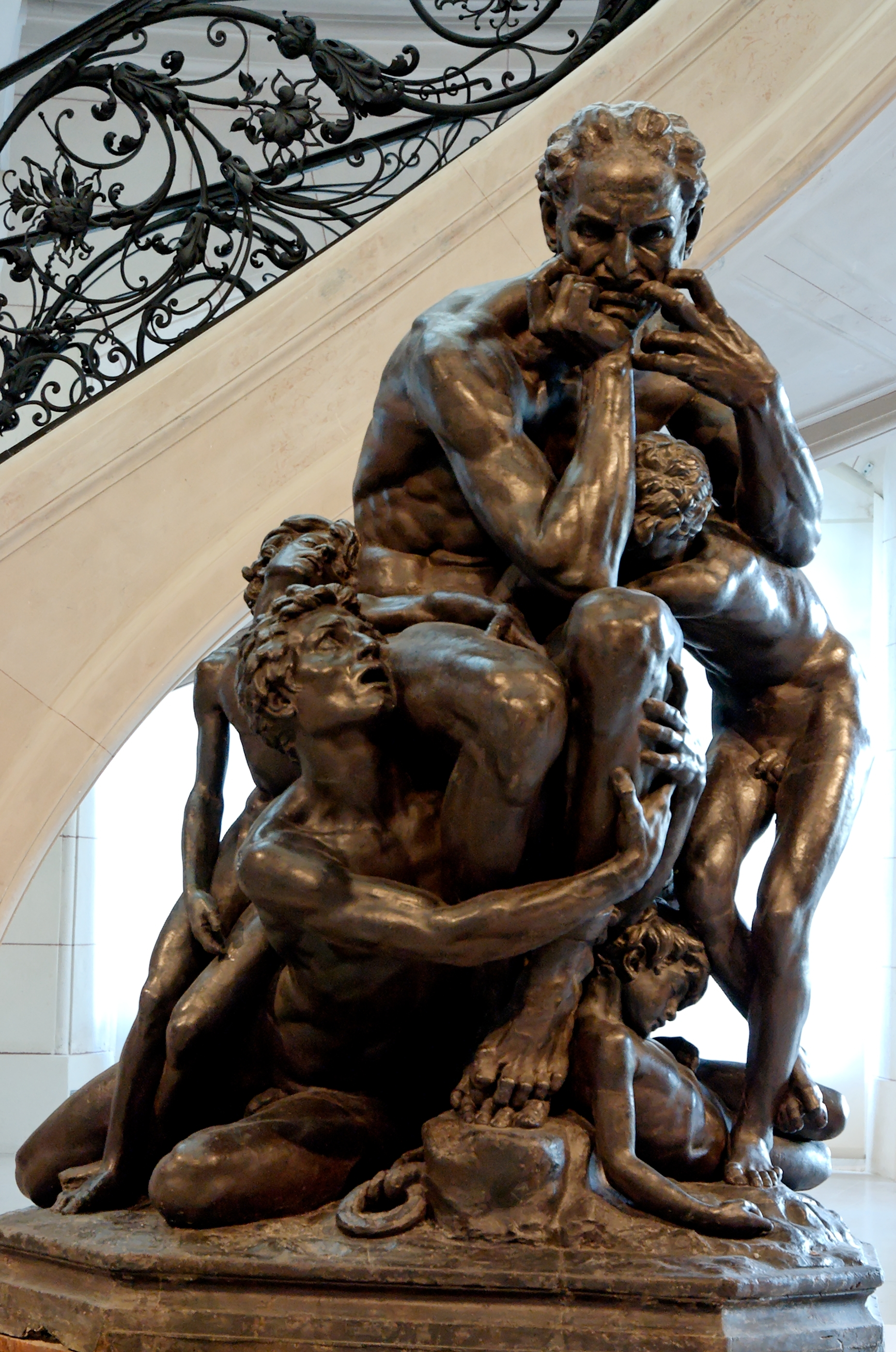
Ugolino von Jean-Baptiste Carpeaux, 1861, Petit Palais, Paris.

Ugolino della Gherardesca (* ca. 1220 in Pisa; † März 1289 ebenda), Graf von Donoratico, war ein toskanischer Adliger sardischer Herkunft, Flottenbefehlshaber und als Oberhaupt der mächtigen Familie della Gherardesca einer der führenden Politiker der Stadtrepublik Pisa. Auf Betreiben seines politischen Konkurrenten, des Erzbischofs Ruggieri, wurde er schließlich zusammen mit zwei Söhnen und zwei Enkeln eingekerkert und dem Hungertod überlassen. Unsterblich geworden ist er durch die Darstellung seines Schicksals in Dantes „Göttlicher Komödie“, wo er im Inferno erscheint, sowie Heinrich Wilhelm von Gerstenbergs Tragödie Ugolino.

## Leben
Ugolino wurde um 1220 in Pisa als Mitglied der alten, ursprünglich aus Sardinien stammenden Familie della Gherardesca geboren, eines traditionell ghibellinischen Geschlechts, das dank seiner Verbindung mit den Staufern Besitzungen und Titel im Gebiet der Republik Pisa erhalten hatte. Er wurde 1252 für den gefangenen König Enzio von Sardinien Statthalter Sardiniens und blieb es bis zum Ende der staufischen Herrschaft.
In Pisa verbündete er sich mit den Visconti, den Führern der Guelfenpartei, zu denen er durch die Heirat seiner Schwester mit Giovanni Visconti, Richter von Gallura, in enge Verbindung getreten war. Zwischen 1271 und 1274 war er gemeinsam mit Giovanni Visconti an einer Reihe von Aktionen gegen die kaiserliche Herrschaft beteiligt. Diese Unruhen endeten 1274 mit der Verhaftung Ugolinos und der Verbannung Giovanni Viscontis. Im Jahr darauf starb Visconti, und Ugolino, der nicht mehr als gefährlich galt, wurde aus der Haft entlassen und für ein Jahr aus der Stadt verbannt. Sogleich begann er mit den von den Guelfen beherrschten Städten gegen das ghibellinische Pisa zu konspirieren. Schließlich griff er mit der Unterstützung Karls I. von Anjou seine Heimatstadt an und zwang sie zu einem erniedrigenden Friedensschluss, der seine Rehabilitierung und die der anderen exilierten Guelfen einschloss.
In den folgenden Jahren lebte er unauffällig in Pisa, versuchte aber stetig seinen Einfluss zu vergrößern. Als es 1284 zum Krieg zwischen Pisa und Genua kam, erhielt Ugolino den Befehl über eine Abteilung der pisanischen Flotte. Er errang zunächst einige kleinere Seesiege gegen genuesische Schiffe; in der Seeschlacht bei Meloria am 6. August 1284 hielt er sich jedoch mit seinen Schiffen auffallend zurück und trug damit zur völligen Niederlage Pisas bei. Dieses Verhalten hat ihm den Vorwurf des Verrats eingetragen. Dennoch wurde Ugolino 1284 zum Podestà, also zum Oberhaupt der Stadtregierung, gewählt. Neben seinen politischen Fähigkeiten dürfte dazu auch der Umstand beigetragen haben, dass die guelfischen Städte Florenz und Lucca die pisanische Niederlage zu einem Angriff auf Pisa genutzt hatten. Möglicherweise versprach man sich von einem Stadtoberhaupt mit engen Verbindungen zu den Guelfen eine bessere Verhandlungsposition für das geschwächte Pisa. Tatsächlich gelang es Ugolino über seine politischen Kontakte, Florenz zum Friedensschluss zu bewegen. Lucca forderte jedoch als Friedensbedingung die Abtretung der Kastelle Asciano, Avane, Ripafratta und Viareggio. Eine solche Schwächung wollte man in Pisa nicht hinnehmen, da diese Burgen Schlüsselstellungen in der Verteidigung gegen Lucca darstellten. Um zu einem Frieden mit Lucca zu kommen, schloss Ugolino schließlich eine geheime Übereinkunft, nach der die Burgen unverteidigt gelassen wurden, so dass Lucca sie einnehmen konnte.

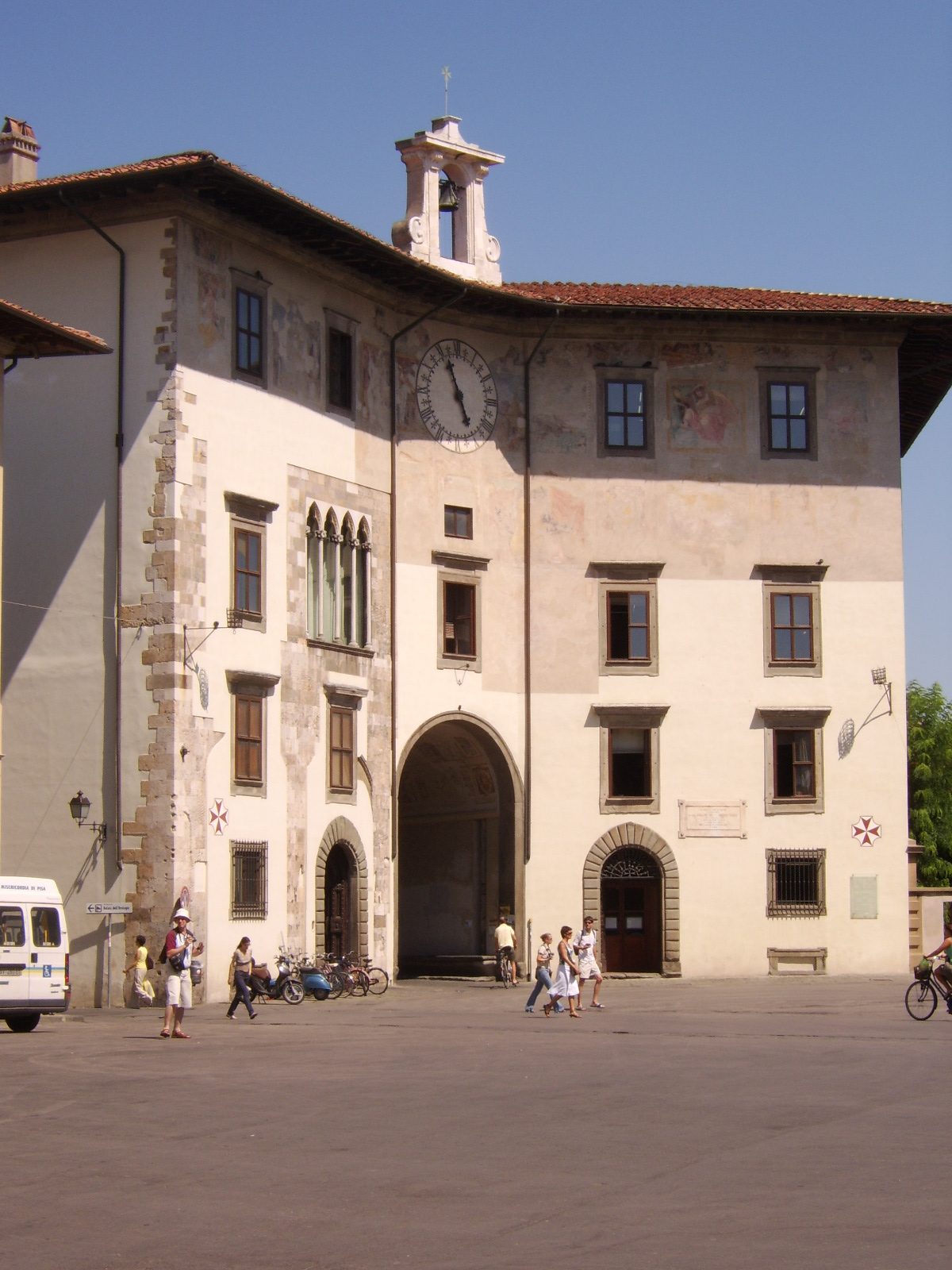
Reste des Hungerturms (torre della fame) sind in Pisa auf der rechten Seite des heutigen Palazzo dell'Orologio erhalten.

Dagegen zogen sich die Verhandlungen über einen Friedensschluss und Gefangenenaustausch mit Genua hin, weil Ugolino nicht bereit war, die Burg Rocca in Sardinien wie gefordert abzutreten. Für dieses Verhalten gab es zwei Erklärungen, die wohl beide parteipolitisch gefärbt sind: Während von guelfischer Seite behauptet wurde, die pisanischen Gefangenen in Genua hätten erklärt, lieber sterben zu wollen, als Zeugen des schmachvollen Falls der Feste zu werden, unterstellte die ghibellinische Seite Ugolino, er habe kein Interesse an einem Friedensvertrag mit Genua, weil die Rückkehr der pisanischen Gefangenen, unter denen viele führende Ghibellinen waren, seine politische Macht gefährdet hätte. Obwohl Ugolino zu dieser Zeit (1285) der einflussreichste Mann in Pisa war und danach trachtete, sich die absolute Macht zu sichern, wurde er von beiden Seiten misstrauisch beäugt: Die Ghibellinen betrachteten ihn wegen seiner Zusammenarbeit mit den Guelfen, seines Verhaltens in der Seeschlacht von Meloria und seines Desinteresses am Schicksal der ghibellinischen Gefangenen in Genua als Verräter, die Guelfen hatten ihn im Verdacht, aufgrund seiner Herkunft fortdauernde Sympathien mit der ghibellinischen Sache zu hegen. Als er 1286 für 10 Jahre zum Capitano del popolo ernannt wurde, musste er sich diese Würde mit seinem Neffen Nino Visconti, dem Sohn Giovannis, teilen. Diese Doppelherrschaft war nicht von langer Dauer: Nino Visconti strebte nach dem Amt des Podestà und nahm zu diesem Zweck Kontakt mit dem Erzbischof Ruggieri degli Ubaldini auf, dem Führer der ghibellinischen Partei. Als Ugolino davon erfuhr, vertrieb er 1287 Nino aus der Stadt, ebenso einige prominente ghibellinische Familien, und ließ sich zum Herrn von Pisa ausrufen. Im April 1287 lehnte er abermals einen Friedensschluss mit Genua ab, obwohl es sich anstelle der geforderten Burg mit einer Geldsumme zufriedengeben wollte, da er die Rückkehr der Gefangenen fürchtete, die ihm wegen der Verlängerung ihrer Gefangenschaft Rache geschworen hatten.

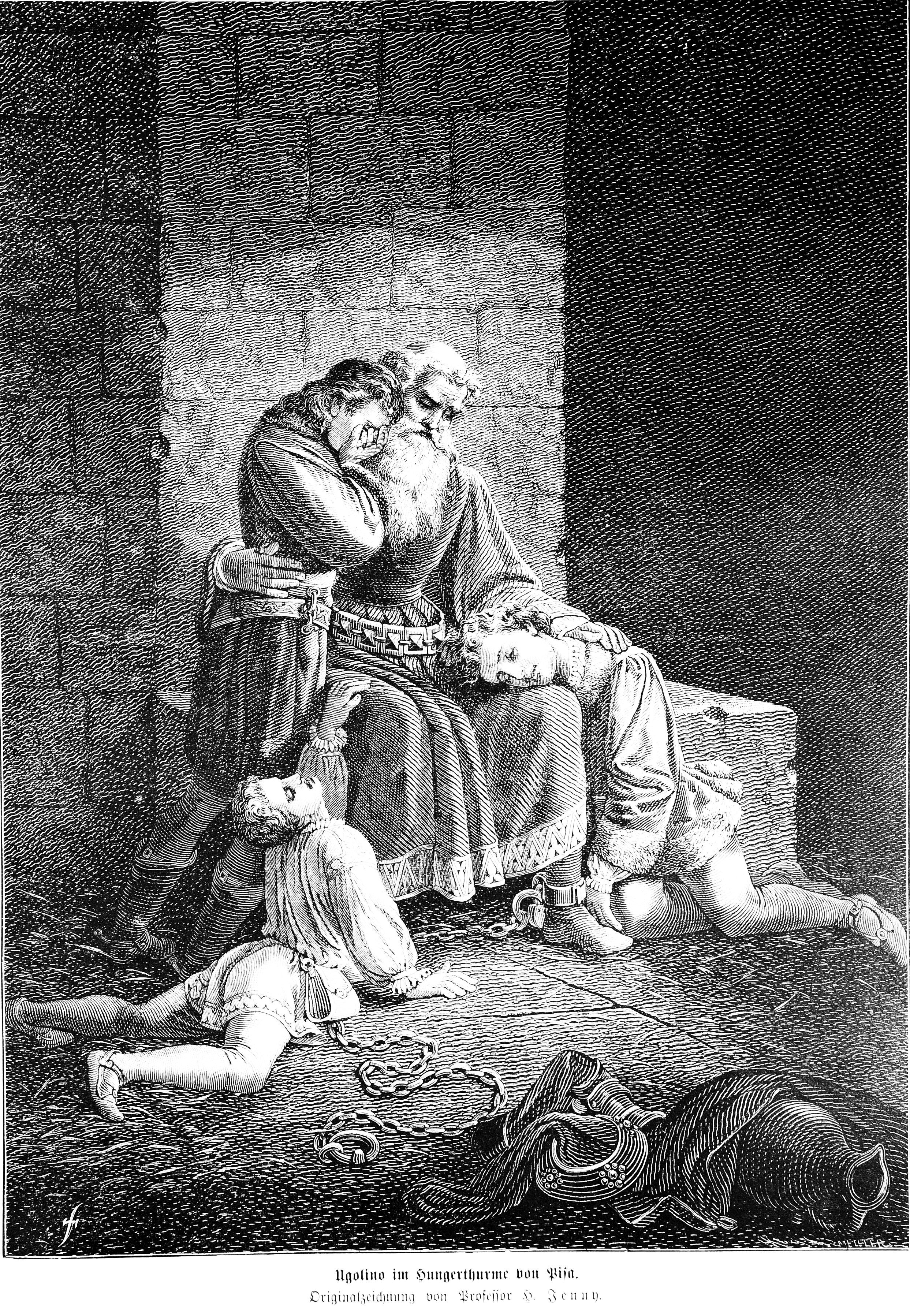
Ugolino im Hungerthurme von Pisa, Holzschnitt nach H. Jenny, Die Gartenlaube (1876)

Ugolino befand sich auf dem Höhepunkt seiner Macht, als Pisa 1288 von einer dramatischen Teuerung erschüttert wurde. Die dadurch verursachte Lebensmittelknappheit führte zu erbitterten Reaktionen in der Bevölkerung, die sich in Gewalttätigkeiten Luft machte, in die auch die vornehmen Familien hineingezogen wurden. Bei einer bewaffneten Auseinandersetzung tötete Ugolino einen Neffen des Erzbischofs. Am 1. Juli 1288 verließ er eine Ratsversammlung in der Kirche San Bastiano, die ohne Ergebnis über den Frieden mit Genua beraten hatte, als er und seine Begleiter von ghibellinischen Bewaffneten angegriffen wurden. Sie zogen sich in das Stadthaus zurück und leisteten erbitterten Widerstand, bis schließlich Feuer an das Gebäude gelegt wurde. Ugolino wurde gefangen genommen und zusammen mit seinen Söhnen Gaddo und Uguccione und seinen Enkeln Nino (genannt il Brigata) und Anselmuccio in die „Muda“ geworfen, einen Turm, der der Familie Gualdini gehörte. Auf Anordnung des Erzbischofs, der sich in der Zwischenzeit selbst zum Podestà ausgerufen hatte, wurden die Schlüssel zum Gefängnis im März 1289 in den Arno geworfen und die Gefangenen dem Hungertod überlassen.
Ihre Leichen wurden im Kreuzgang der Kirche San Francesco begraben. Im Jahre 1902 wurden die Überreste exhumiert und in die Grabkapelle der Familie della Gherardesca überführt.

## Die Legende

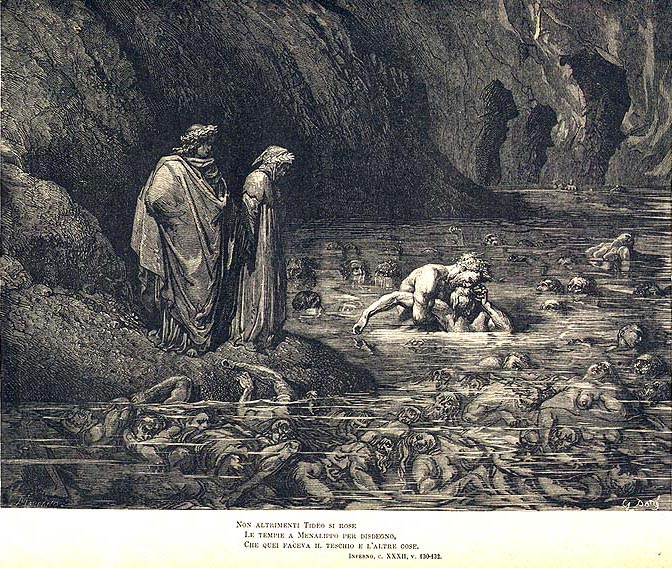
Ugolino nagt am Schädel Ruggieris. Illustration von Gustave Doré zu Dantes Divina Commedia

Obwohl schon Giovanni Villani und andere Schriftsteller die Geschichte Ugolinos erwähnen, beruht ihre Bekanntheit gänzlich auf Dantes Göttlicher Komödie, in der Ugolino und Ruggieri in das Eis des zweiten Rings (Antenora) des neunten und tiefsten Höllenkreises verbannt sind (Canto XXXII, 124–140 und XXXIII, 1–90).
Ugolino erscheint im Inferno als verdammte Seele, aber auch als rächender Dämon: Aus dem Eis des neunten Höllenkreises ragt nur sein Kopf heraus, der aus Rache ewig an dem Schädel des Erzbischofs Ruggieri nagt.

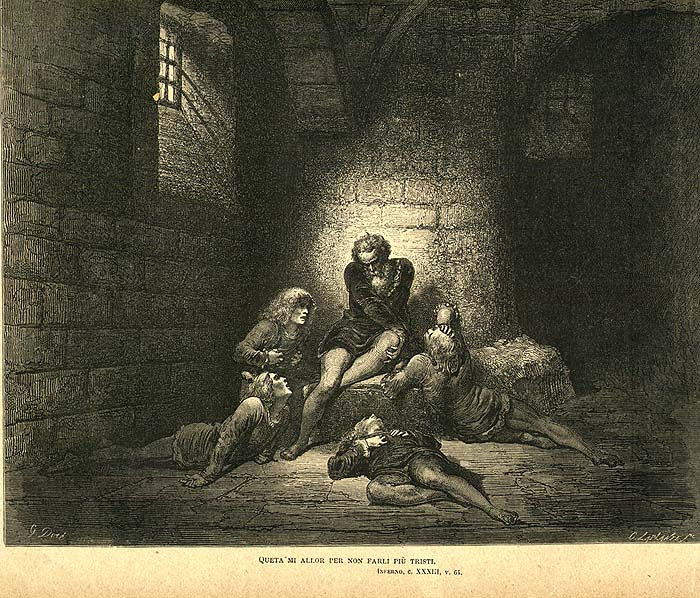
Ugolino im Hungerturm. Illustration von Gustave Doré zu Dantes Divina Commedia

In Dantes Göttlicher Komödie wird die Szene wie folgt geschildert:
„Du höre jetzt: Ich war Graf Ugolin, / Erzbischof Roger er, den ich zerbissen. / Nun horch, warum ich solch ein Nachbar bin. / Dass er die Freiheit tückisch mir entrissen, / Als er durch Arglist mein Vertrau’n betört, / Und mich getötet hat, das wirst du wissen. / [...] / Ein enges Loch in des Verlieses Mauer, / Durch mich benannt vom Hunger, wo gewiss / Man manchen noch verschließt zu bittrer Trauer, / [...] / Als ich erwacht’ im ersten Morgenrot, / Da jammerten, halb schlafend noch, die Meinen, / Die bei mir waren, und verlangten Brot. / [...] / Schon wachten sie, die Stunde naht’ heran, / Wo man uns sonst die Speise bracht’, und jeden / Weht’ ob des Traumes Unglücksahndung an. / Verriegeln hört’ ich unter mir den öden, / Grau’nvollen Turm – und ins Gesicht sah ich / Den Kindern allen, ohn’ ein Wort zu reden. / Ich weinte nicht. So starrt’ ich innerlich, / Sie weinten, und mein Anselmuccio fragte: / Du blickst so, – Vater! Ach, was hast du? Sprich! / Doch weint’ ich nicht, und diesen Tag lang sagte / Ich nichts und nichts die Nacht, bis abermal / Des Morgens Licht der Welt im Osten tagte. / Als in mein jammervoll Verlies sein Strahl / Ein wenig fiel, da schien es mir, ich fände / Auf vier Gesichtern mein’s und meine Qual. / Ich biss vor Jammer mich in beide Hände, / Und jene, wähnend, dass ich es aus Gier / Nach Speise tat’, erhoben sich behende / Und schrien: Iss uns, und minder leiden wir! / Wie wir von dir die arme Hüll’ erhalten, / Oh, so entkleid’ uns, Vater, auch von ihr. / Da sucht’ ich ihrethalb mich still zu halten; / Stumm blieben wir den Tag, den andern noch. / Und du, o Erde, konntest dich nicht spalten? / Als wir den vierten Tag erreicht, da kroch / Mein Gaddo zu mir hin mit leisem Flehen: / Was hilfst du nicht? Mein Vater, hilf mir doch! / Dort starb er – und so hab’ ich sie gesehen, / Wie du mich siehst, am fünften, sechsten Tag, / Jetzt den, jetzt den hinsinken und vergehen. / Schon blind, tappt’ ich dahin, wo jeder lag, / Rief sie drei Tage, seit ihr Blick gebrochen, / Bis Hunger tat, was Kummer nicht vermag.“ (Inf. XXXIII, 13-18; 37-39;43-75)

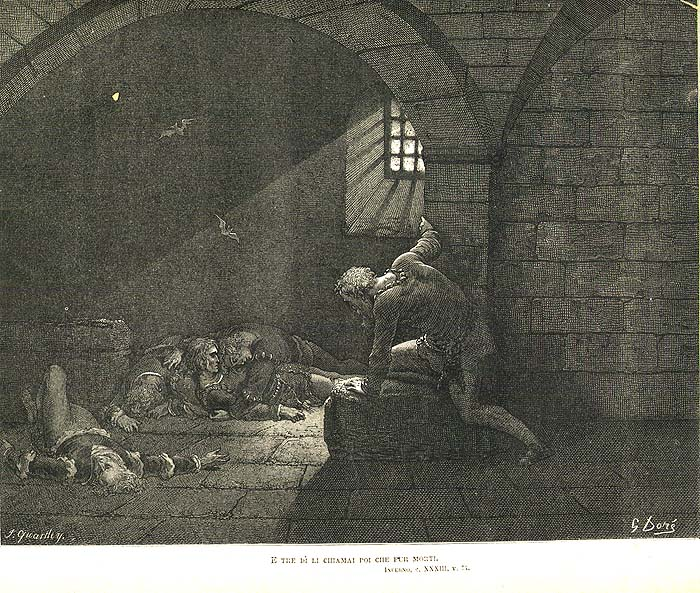
Ugolino betrachtet seine toten Söhne und Enkel. Illustration von Gustave Doré zu Dantes Divina Commedia

Warum Dante Ugolino in den Höllenkreis der Verräter verbannt hat, ist nicht eindeutig geklärt. Er bezieht sich bei der Einordnung Ugolinos unter die Verräter auf die Abtretung der pisanischen Kastelle an Lucca. Eine andere mögliche Begründung wäre sein Verhalten in der Seeschlacht von Meloria, das aber von keinem Autor vor dem 16. Jahrhundert auf Verrat zurückgeführt wird. Daniella Bartoli schließlich nimmt im sechsten Band der Storia della letteratura italiana an, dass Ugolinos Allianz mit den Guelfen der eigentliche Grund war.

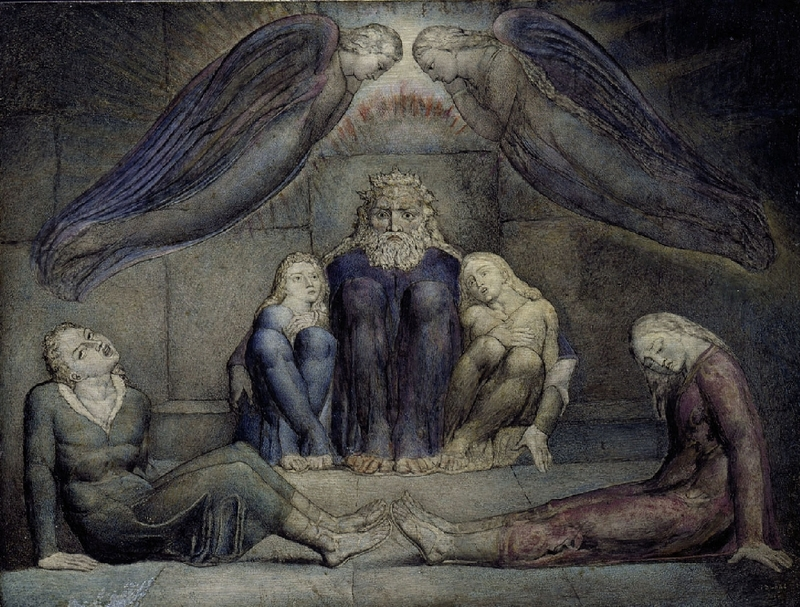
William Blake, Count Ugolino and his sons in prison, ca. 1826

Laut Dante starben die Gefangenen im Turm langsam am Hunger, und bevor sie starben, baten Ugolinos Kinder ihren Vater, er solle ihre Körper essen. Ugolinos Erzählung endet mit dem doppeldeutigen Satz: „Dann war der Hunger stärker als die Trauer“ (più che il dolor poté il digiuno), der sich auf zwei Weisen interpretieren lässt: Entweder will Ugolino sagen, dass er aus Hunger die Leichen seiner Kinder aß, oder er meint nur, dass er an Hunger starb, weil er nicht aus Trauer sterben konnte. Die erste, grauenhaftere These ist die populärere und am weitesten verbreitete. Von daher verbindet sich mit der Gestalt Ugolinos der Vorwurf des Kannibalismus. Auch die Tatsache, dass Dante Ugolino am Schädel Ruggieris nagen lässt, spielt darauf an. In der bildenden Kunst wird er nach einem Vers Dantes oft dargestellt, wie er verzweifelt in die eigenen Hände beißt („Ich biss vor Jammer mich in beide Hände“ / „ambo le man per lo dolor mi morsi“, Inferno XXXIII, 57), so zum Beispiel in Auguste Rodins Skulptur Das Höllentor und in Ugolino und seine Söhne von Jean-Baptiste Carpeaux.
Johann Wolfgang von Goethe sagte über die Ugolino-Episode Dantes:
„Die wenigen Terzinen, in welche Dante den Hungertod Ugolinos und seiner Kinder einschließt, gehören mit zu dem Höchsten, was die Dichtkunst hervorgebracht hat, denn eben diese Enge, dieser Lakonismus, dieses Verstummen bringt uns den Turm, den Hunger und die starre Verzweiflung vor die Seele.“
Das entsetzliche Geschehen wurde auch von Geoffrey Chaucer in der Monk's Tale aus den Canterbury Tales sowie von Shelley literarisch gestaltet.
Eine weitere literarische Verarbeitung stammt von dem deutschen Dichter Heinrich Wilhelm von Gerstenberg. Seine 1768 erschienene Tragödie Ugolino, ein Vorläufer des Sturm und Drang, gilt als sein Hauptwerk.

## Wissenschaftliche Analyse
Die historischen Umstände der Gefangenschaft und des Todes sind bis heute nicht restlos geklärt.
Der italienische Archäologe Francesco Mallegni ist überzeugt, im Jahre 2002 die Überreste Ugolinos und seiner Nachkommen identifiziert zu haben. 2003 veröffentlichte er seine Forschungsergebnisse in einem Buch. DNA-Analysen bestätigen, dass es sich bei den Überresten um einen Vater, dessen Söhne und Enkel handelt, und Vergleiche mit der DNA heute lebender Nachkommen der Familie Gherardesca zeigen, dass es sich mit 98-prozentiger Wahrscheinlichkeit um Mitglieder derselben Familie handelt.
Die forensische Analyse spricht dabei gegen den Kannibalismusvorwurf: Die Untersuchung der Rippenknochen des Ugolino zugeschriebenen Skeletts ergab Spuren von Magnesium, nicht aber von Zink, das vorhanden sein müsste, wenn der Tote in den Wochen vor seinem Tod Fleisch verzehrt hätte. Zudem war er ein Mann von über siebzig Jahren und zum Zeitpunkt seiner Gefangenschaft nahezu zahnlos, was es noch unwahrscheinlicher macht, dass er seine jüngeren Mitgefangenen überlebt und von ihrem Fleisch gegessen haben könnte. Außerdem weist Mallegni darauf hin, dass die Schädeldecke des ältesten Skeletts beschädigt war. Wenn es sich dabei um Ugolino handelt, muss die Unterernährung also nicht die einzige Todesursache gewesen sein, auch wenn sie seinen Zustand verschlimmert hat.